# باترفینگر
باترفینگر (انگلیسی: Butterfinger) شرکت صنایع غذایی آمریکایی است، که در سال ۱۹۲۳ تأسیس شد.